# Trischizostoma tohokuense
Trischizostoma tohokuense is een vlokreeftensoort uit de familie van de Lysianassidae. De wetenschappelijke naam van de soort is voor het eerst geldig gepubliceerd in 2009 door Tomikawa & Komatsu.